# Ismara
Ismara (in greco antico: Ἴσμαρος?) era un'antica città ciconia, situata sulla costa del mar Egeo, in Tracia. È citata nell'Odissea di Omero come prima tappa del viaggio di ritorno di Ulisse, che con i suoi compagni distrusse la cittadella situata sul mare e fu poi costretto a fuggire per il contrattacco degli abitanti, tornati con i rinforzi forniti dai compatrioti dell'interno. A Ismara Ulisse ebbe anche un dono da Marone, discendente di Dioniso e sacerdote di Apollo, che egli aveva risparmiato con tutta la sua famiglia: il vino con il quale in seguito avrebbe fatto ubriacare il ciclope Polifemo.
La città venne rifondata nel VII secolo a.C. da coloni di Chios con il nome di Maronia (oggi cittadina del distretto greco di Rodopi). Nella località di Aghios Georgios di Maroneia è stata rinvenuta una cittadella fortificata micenea, da alcuni identificata con Ismara, che però non si trova sul mare. 
Il villaggio di Ismaros è oggi un piccolo porto sul mare, situato sulla strada litoranea tra Maroneia e Xylagani.